# 福生ドッグ

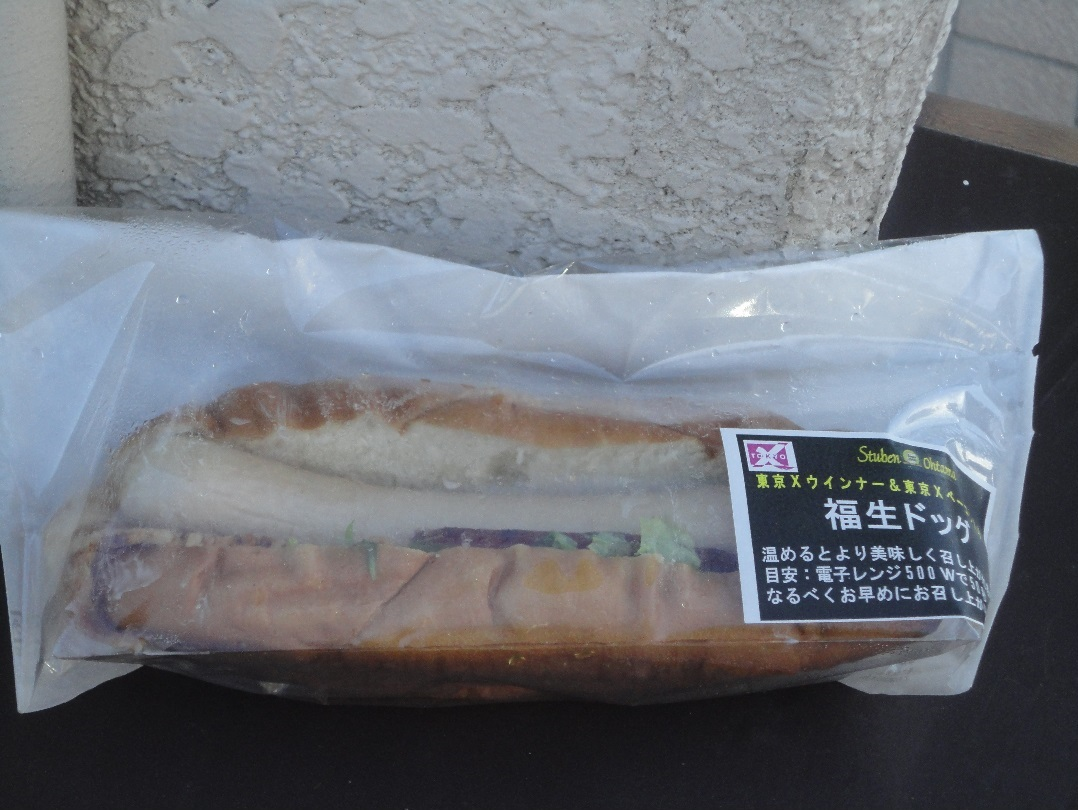
福生ドッグ（東京都福生市シュトゥーベン・オータマ製、大多摩ハムウィンナー使用）

福生ドッグ（ふっさドッグ）は、東京都福生市のご当地グルメの一種であるホットドッグ。

## 概要
福生市には米軍横田基地があり、在留アメリカ人と接する機会が多いことから、アメリカ人が好むホットドッグをご当地グルメとして2011年に『福生ドッグ』が創られた。
福生ドッグの特徴としては福生市内のハム・ソーセージを製造しているいずれか二社(後述)のウィンナー（規格として、長さ16cmは横田基地に接する国道16号にちなみ、直径23mmは福生の「2・3(ふっさ)」の語呂合わせである）を用いるほかは、バンズやソース、トッピングは自由である。現在は市内の10店舗近くが福生ドッグを提供しており、各種イベントでも出張販売している。

## ウィンナーの種類
- 大多摩ハム : 東京都のブランド豚『トウキョウX』を原料とし、山桜のチップで燻製したものを使用。
- 福生ハム : 地酒を隠し味にしたウィンナーを使用。